# Asellia tridens
Asellia tridens е вид прилеп от семейство Подковоносови (Rhinolophidae). Видът не е застрашен от изчезване.

## Разпространение
Разпространен е в Алжир, Афганистан, Буркина Фасо, Гамбия, Джибути, Египет, Еритрея, Етиопия, Западна Сахара, Йемен, Израел, Иран, Либия, Мавритания, Мали, Мароко, Нигер, Оман, Пакистан, Саудитска Арабия, Сенегал, Сирия, Сомалия, Тунис, Чад и Южен Судан.

## Описание
На дължина достигат до 5,6 cm, а теглото им е около 12,9 g.
Популацията на вида е стабилна.